# Bič (predmet)
Bič ili korbač je alat koji tradicionalno koriste ljudi da uspostave kontrolu nad životinjama ili drugim ljudima putem nanošenja bola ili zastrašivanjem. U nekim aktivnostima bičevi se koriste bez nanošenja bola, kao sredstvo zastrašivanja u dresuri (dovoljno je da životinja vidi ili čuje bič, npr u cirkusima). Prave ga sarači.
Postoje uglavnom dve vrste bičeva, kruti su dizajnirani za direktan udarac (npr. koriste ga džokeji), ili fleksibilni koji se moraju zamahnuti na specifičan način da bi bili efikasni, ali je domet veći. Tu su bičevi koji su kombinacija čvrstog i fleksibilnog kao što je bič za konje koji vuku prikolice.
U Vojvodini pastiri koriste bičeve sa kratkom čvrstom drškom dok je fleksibilni deo, od kože, dužine više metara. Održavaju se i takmičenja ko bolje ume da „puca“ bičem. Pod „pucanjem“ se podrazumeva zvuk koji se čuje kada se koristi bič.
Većina bičeva su napravljeni za upotrebu na životinjama ali postoje bičevi koji su dizajnirani posebno za bičevanje ljudi kao sredstvo za telesno kažnjavanje ili mučenje. Bičevanje može biti deo verske prakse (samobičevanje), ili uz pristanak osobe koja se bičuje, tokom BDSM aktivnosti.